# María Séiquer Gayá
María Séiquer Gayá (12 avril 1891 - 17 juillet 1975) est une religieuse catholique espagnole fondatrice des sœurs apostoliques du Christ Crucifié et déclarée vénérable par l'Église catholique.

## Biographie
En 1914, elle épouse Angel Romero Elorriaga, avec qui elle mène une vie influencée par la pratique religieuse et les œuvres de charité. Pendant la guerre d'Espagne, son époux est fusillé à cause de son attachement à l'Église par les républicains. Devenue veuve, elle pardonne aux assassins de son mari et s'occupe d'œuvres de charité auprès des blessés, qu'ils soient républicains ou nationalistes. En 1939, elle fonde à Murcie, avec Amelia Martin de La Escalera, la congrégation des sœurs apostoliques du Christ crucifié, pour soulager chaque misère humaine. Elle meurt en 1975 après une longue maladie, qui ne l'avait pas empêcher de se dévouer jusqu'au bout aux pauvres, marginalisés et réprimés.

## Béatification
Le 6 décembre 2014, le pape François a reconnu que María Séiquer Gayá avait pratiqué les vertus chrétiennes à un degré héroïque, lui décernant ainsi le titre de vénérable.